# 寄生阻力
寄生阻力（Parasitic drag）也稱附加阻力、雜散阻力或廢阻力，是指物體在流體中運動，由於流體黏度或壓強差所造成之阻力。寄生阻力主要可以分為形狀阻力（form drag）、表面摩擦力或摩擦阻力（Skin friction）及干擾阻力（interference drag）三種、其中形狀阻力及表面摩擦力之和也稱為型阻（profile drag）。
飛機在飛行時，除了寄生阻力外，也會由於翼面產生升力而出現誘導阻力，低速時由於飛機要維持升力，需要加大攻角，而誘導阻力也隨之提高。當速度提高時，誘導阻力下降，由於物體和流體之間的相對速度提高，寄生阻力也隨之提高。若速度已到達穿音速或超音速時，除了寄生阻力及誘導阻力外，還會產生波動阻力。
其中速度提高時，誘導阻力下降，其他阻力卻隨之上昇，因此總阻力會在某一速度時出現最小值，若飛機以此速度航行，其效率會等於或接近其最佳效率。飛行員會以此速度來使滑翔距離最大化。不過若要使續航力最大化，飛機的速度需保持在需輸出功率最小的速度，此速度一般會比對應最小阻力的速度要小。在最小阻力點，零升力阻力係數CD,o（當升力為零時的阻力係數）會等於誘導阻力係數CD,i。但在輸出功率最小的速度，零升力阻力係數會是誘導阻力係數的三分之一。阻力可以用下式來表示：
{\displaystyle F_{drag}={\frac {1}{2}}\rho V^{2}A_{s}C_{D}}
其中
{\displaystyle C_{D}=C_{D,o}+C_{D,i}}
而
{\displaystyle C_{D,i}=KC_{L}^{2}}是誘導阻力係數

## 形狀阻力
形狀阻力或是壓差阻力，是指因物體形狀而產生的阻力。在物體和流體之間有相對運動時，物體會影響流場的分佈，使得物體後方的流體壓強小於前方的流體壓強，因此產生形狀阻力。
由於流體和物體的速度不同，在物體邊緣會有一區域的流體速度接近物體的速度，此區域稱為邊界層，若物體截面積變化較大，會使邊界層分離的情形提早出現，邊界層分離後，物體後方的流體壓強會下降，也會增加其形狀阻力。流線型的設計會漸進的改變物體的截面積，其目的也是為了減少形狀阻力。形狀阻力和速度的平方呈正比，因此在高速飛行中格外重要。

## 表面摩擦力
表面摩擦力或摩擦阻力（Skin friction）是來自流體和有相對運動物體「表面」的摩擦力，和湿表面积（即物體和流體接觸的表面積）有關。表面摩擦力和寄生阻力中的其他成份類似，可以用阻力方程表示，而且大約和速度平方成正比。
表面摩擦力係數{\displaystyle C_{f}}可以用下式定義：
{\displaystyle C_{f}\equiv {\frac {\tau _{w}}{{\frac {1}{2}}\,\rho \,U_{\infty }^{2}}}}
其中
{\displaystyle \tau _{w}}為局部的壁剪應力
{\displaystyle \rho }為流體密度
{\displaystyle U_{\infty }}為自由流場的速度（一般會取不在邊界層內區域的速度）
表面摩擦力係數和動量厚度有以下的關係：
{\displaystyle C_{f}=2{\frac {d\theta }{dx}}}

## 干擾阻力
干擾阻力是空氣流經鄰近的二物體時，二個對流場的影響互相干擾，因而產生的阻力。例如飛機的機身、機翼及引擎單獨放在流場中都會產生阻力，但將其組成一個整體後，其總阻力會比其個別阻力的和要大，干擾阻力就是說明此非線性的效果。
干擾阻力容易出現在二零件的交接處，例如飛機的機身及機翼的交接處，若在交接處增加鑲片，使其交接處也呈流線性，可以減少干擾阻力的產生。

## 相關
- 流體力學
- 飛行阻力

## 腳註
1. ↑  王懷柱，揭開飛行的奧秘，p3-4
2. ↑  Robort W. Fox, Introduction to Fluid Mechanics, p.406
3. ↑  王懷柱，揭開飛行的奧秘，p3-8